# 2537 Gilmore
2537 Gilmore este un asteroid din centura principală, descoperit pe 4 septembrie 1951, de Karl Reinmuth.